# NGC 4240
NGC 4240 (NGC 4243) je eliptična galaktika u zviježđu Djevici. Naknadno je utvrđeno da je NGC 4243 ista galaktika.

## Vanjske poveznice
- (eng.) SEDS: NGC 4240
- (eng.) Revidirani Novi opći katalog
- (eng.) Izvangalaktička baza podataka NASA-e i IPAC-a
- (eng.) Astronomska baza podataka SIMBAD
- (eng.) VizieR